# Felix Weltsch
Felix Weltsch (Praga, 6 ottobre 1884 – Gerusalemme, 9 novembre 1964) è stato uno scrittore ceco di lingua tedesca, filosofo, autore, editore e giornalista.

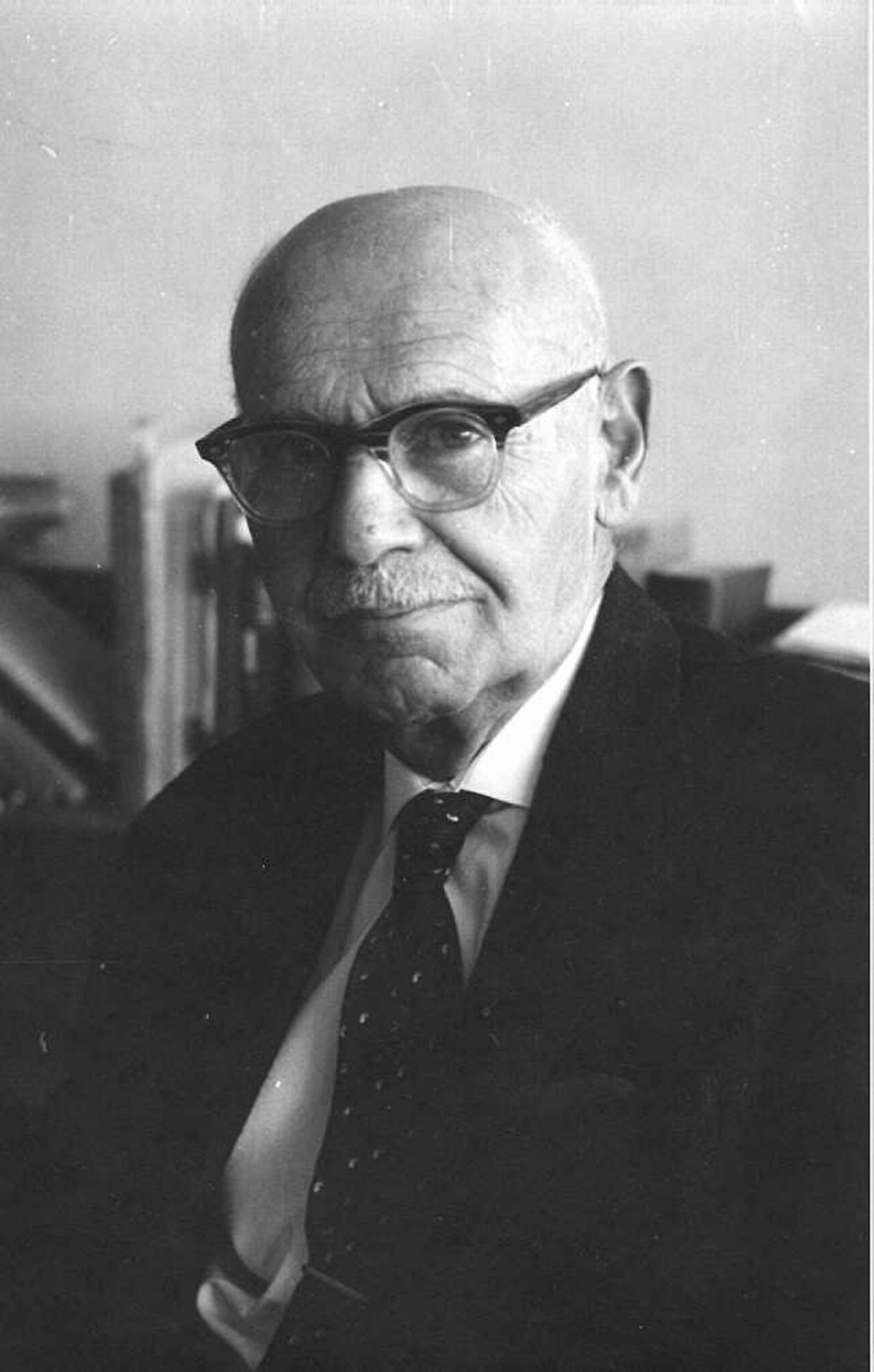
Felix Weltsch

Grande amico di Max Brod e Franz Kafka, fu uno dei più importanti Sionisti della Boemia.

## Biografia
Nato a Praga da una famiglia ebraica di lingua tedesca, Weltsch studiò Legge e filosofia presso l'Università Carolina. Visse e lavorò a Praga fino al 15 marzo 1939, quando lasciò la città insieme a Max Brod e alla sua famiglia con l'ultimo treno che lasciava la Cecoslovacchia. Arrivato in Palestina, lavorò come libraio a Gerusalemme fino alla sua morte avvenuta nel 1964.
Ebbe una figlia, Ruth Weltsch (1920 - 1991), con sua moglie Irma Herz (1892-1969), che era sorella della pianista Alice Herz-Sommer. Suo cugino, Robert Weltsch, fu anche lui un importante giornalista, editore e sionista che pubblicò sul giornale ebraico Jüdische Rundschau a Berlino pesanti critiche ad Adolf Hitler e alla sua politica antisemita fin dall'inizio del 1930.

## Influenza
Le opere di Weltsch gravitano intorno a temi di etica, politica e filosofia. Per le sue pubblicazioni di etica e politica ricevette un premio dalla città di Haifa nel 1952. Il suo contributo più importante fu il settimanale sionista Selbstwehr ("Autodifesa"), che diresse dal 1919 fino al 1938. Grazie a questo settimanale e a centinaia di articoli diventò una delle più importanti personalità della comunità ebraica.

## Opere
- Anschauung und Begriff, 1913 (Coautore, Max Brod)
- Organische Demokratie, 1918
- Gnade und Freiheit. Untersuchungen zum Problem des schöpferischen Willens in Religion und Ethik, Monaco 1920
- Nationalismus und Judentum, Berlino 1920
- Zionismus als Weltanschauung, Gerusalemme 1925 (Coautore, Max Brod)
- Judenfrage und Zionismus, 1929
- Antisemitismus als Völkerhysterie, 1931
- Thesen des Nationalhumanismus, 1934
- Das Rätsel des Lachens, 1935
- Das Wagnis der Mitte, 1937
- Die Dialektik des Leidens (Ha-Di'alektikah shel ha-Sevel), 1944
- Natur, Moral und Politik (Teva, Musar u-Mediniyyut), 1950
- Religion und Humor im Leben und Werk Franz Kafkas, 1957

## Biografia
- Carsten Schmidt: Kafkas fast unbekannter Freund ("L'amico quasi sconosciuto di Kafka"). (Felix Weltsch - Biografia - Tedesco). Koenigshausen und Neumann, Würzburg 2010, ISBN 3826042743